# В.о. Святого Миколая
"В.О. Святого Миколая" - це музичний сімейний фільм режисерів Галини Лишак та Богдана Кривеня, який розповідає про непрості стосунки сучасних батьків та дітей. Фільм містить 11 авторських музичних композицій та більше 30 аудіаль. 

## Сюжет
За тиждень до свята святого Миколая, Миколай пише заяву про відпустку за станом здоров’я.  Усі подарунки для чемних дітей готові, окрім одного: 9-ти річна дівчинка Юстя не написала йому листа зі своїми побажаннями. То ж у зв’язку зі своїм лікарняним і тим, що жодна дитина не може залишитися без подарунка, св. Миколай покладає свої обов’язки на батька дівчинки. Батько дівчинки музикант і композитор, який після смерті дружини (матері дівчинки) більше не займається музикою, а намагається зробити кар‘єру ведучого, забуваючи про мрії своєї дитини.

## Команда
Режисери: Богдан КРИВЕНЬ, Галина ЛИШАК
Оператор-постановник: Аллахверді ЛАЧИН ФУАД огли
Автор сценарію: Михайло ЛИШАК
Композитори: Андрій МАНДЮК, Роланд ОРБАН
Режисер монтажу: Андріян ВЕРЕМІЄНКО
Звукорежисер: Тарас ГРАБОВСЬКИЙ
Костюми: Леся КРИВЕНЬ, Галина ЛИШАК
Художник з гриму: Тетяна НЕВЕЛИЧУК
Художник по декораціях: Олена МАЗУРУК, Микола МАЗУРУК
Хореографи-постановники: Христина ДЗІВІНСЬКА, Галина ЛИШАК, Андрій ДЗІВІНСЬКИЙ
Постановка вокалу: Ліліана МАНДЮК
Скрипт супервайзер: Ксенія МНИХ
Продюсери: Михайло ЛИШАК
Лінійні продюсери: Орест ІВАНОВИЧ та Олег ПАПІКЯН

## У ролях
- Роланд ОРБАН
- Олег ПРИГОДА
- Дарія-Марія ЛИШАК
- Юрій ЦВЄТКОВ
- Андрій МАНДЮК
- Орест КИРИЧУК
- Тетяна ФЕДЕВИЧ
- Андрій ОРБАН
- Анастасія ДМИТЕРКО
- Яна БУЛА
- Алла СТЕПАНИШИН

## Кошторис
Кошторис фільму отримав підтримку Українського культурного фонду та Львівської обласної державної адміністрації (фінансування в межах конкурсу на підтримку регіонального кінематографу) та спільнокошту.